# Sarah Roemer
Sarah Roemer (San Diego, California; 28 de agosto de 1984) es una actriz estadounidense conocida por su papel de Andy Wilson en la película Siempre a tu lado, Hachiko.

## Biografía
Comenzó como modelo a los 15 años, destacando por su atractivo. Actualmente reside en Los Ángeles. Saltó al cine en 2006, a los 22, con la película The Grudge 2 de Takashi Shimizu. 
Su papel más importante hasta ahora ha sido el de Ashley, en Disturbia, junto a Shia LaBeouf.
En 2014 se casó con Chad Michael Murray, con el que tiene tres hijos, un niño nacido en 2015 y dos niñas nacidas en 2017 y 2023.

## Filmografía

### Cine
| Año  | Título                                                 | Personaje        | Notas                                                              |
| ---- | ------------------------------------------------------ | ---------------- | ------------------------------------------------------------------ |
| 2006 | Wristcutters: A Love Story                             | Rachel           |                                                                    |
| 2006 | The Grudge 2 (El Grito 2 [Esp])                        | Lacey Kimble     |                                                                    |
| 2007 | Disturbia                                              | Ashley Carlson   | Nominated—MTV Movie Award for Best Kiss (shared with Shia LaBeouf) |
| 2007 | Cutlass                                                | Eve              | Corto                                                              |
| 2008 | Asylum (Internados [Esp])                              | Madison          |                                                                    |
| 2009 | Fired Up! (Guerra de Cheerleaders [Esp])               | Carly Davidson   |                                                                    |
| 2009 | Hachi: A Dog's Tale (Siempre a Tu Lado: Hachiko [Esp]) | Andy Wilson      |                                                                    |
| 2009 | Falling Up                                             | Scarlett Dowling |                                                                    |
| 2010 | Walking Madison                                        | Madison Walker   |                                                                    |
| 2010 | Locked In (Atrapada [Esp])                             | Emma Sawyer      | También productor asociado                                         |
| 2010 | The Con Artist                                         | Kristen          |                                                                    |
| 2016 | Manhattan Undying                                      | Vivian           |                                                                    |
| 2020 | Algorithm: Bliss                                       | Elizabeth        |                                                                    |

The Girlfriend Game (Cortometraje, 2015)

### Televisión
| Año       | Título                      | Personaje      | Notas                                                            |
| --------- | --------------------------- | -------------- | ---------------------------------------------------------------- |
| 2010–2011 | The Event (El Evento [Esp]) | Leila Buchanan | Personaje principal                                              |
| 2011      | Hawaii Five-0               | Marissa Garcia | Episodio: "Kame'e"                                               |
| 2012      | Daybreak                    | Sarah          | Episodios: "Chapter 1", "Chapter 4", "Chapter 5"                 |
| 2013–2014 | Chosen                      | Avery Sharp    | Personaje principal                                              |
| 2019      | Deadly Hollywood Obsession  | Casey Wright   | Película de televisión. También conocida como "Famous and Fatal" |